# Tribunal de Justiça do Estado do Rio Grande do Norte
O Tribunal de Justiça do Estado do Rio Grande do Norte (TJRN), com sede no município de Natal, é o órgão máximo da Justiça do Estado do Rio Grande do Norte, Brasil, tendo uma história que remonta ao ano de 1892. Faz, pois, parte do Poder Judiciário do Brasil. Atualmente, conta com 15 integrantes, e é presidido pelo Desembargador Amílcar Maia.

## História
A Corte nasceu no início do regime Republicano, como consequência da Lei nº 12, de 9 de junho de 1892, sancionada pelo Governador Pedro Velho. O Superior Tribunal de Justiça, como era chamado na época, tinha cinco desembargadores.

## Competência
O Tribunal de Justiça do Rio Grande do Norte, como órgão superior do Poder Judiciário do estado, é, em regra, diante da sua competência originária, a instância recursal às sentenças proferidas por juízes de Direito (de primeira instância) nas comarcas do estado, excetuando-se ainda os recursos originários das decisões proferidas no âmbito dos Juizados Especiais Cíveis e Criminais, consoante a Lei 9.099/95. As suas atribuições são definidas pelo art. 70 da Constituição Estadual, sem prejuízo das disposições da Constituição Federal:
Art. 71. O Tribunal de Justiça tem sede na Capital e jurisdição em todo o território estadual, competindo-lhe, precipuamente, a guarda desta Constituição, com observância da Constituição Federal, e:
I – processar e julgar, originariamente:
a) a arguição de descumprimento de preceito fundamental decorrente desta Constituição, na forma da lei;
b) a ação direta de inconstitucionalidade de lei ou ato normativo, estadual ou municipal, em face desta Constituição, bem como medida cautelar para a suspensão imediata dos efeitos de lei ou ato;
c) nas infrações penais comuns cometidas no exercício do cargo e em razão das funções a ele relacionadas, o Vice-Governador e os Deputados Estaduais, e os Secretários de Estado nestas e nos crimes de responsabilidade, ressalvada a competência do Tribunal Especial previsto no art. 65, e a da Justiça Eleitoral; (Redação dada pela Emenda Constitucional nº 18, de 2019)
d) nas infrações penais comuns cometidas no exercício do cargo e em razão das funções a ele relacionadas e nos crimes de responsabilidade, os Juízes de Primeiro Grau, os membros do Ministério Público e os Prefeitos Municipais, ressalvada a competência da Justiça Eleitoral; (Redação dada pela Emenda Constitucional nº 18, de 2019)
e) os mandados de segurança e os “habeas-data” contra atos do Governador, da Assembleia Legislativa, seu Presidente, Mesa ou Comissões, do próprio Tribunal, de suas Câmaras ou Seção, e respectivos Presidentes, bem como de qualquer de seus membros, do Tribunal de Contas, do seu Plenário ou suas Câmaras, e respectivos Presidentes, dos Juízes de Primeiro Grau, do Conselho de Justiça Militar, dos Secretários de Estado, Procuradores-Gerais e Comandante da Polícia Militar, Comandante do Corpo de Bombeiros Militar e Defensor Público-Geral; (Redação dada pela Emenda Constitucional nº 18, de 2019)
f) os “habeas-corpus”, sendo coator qualquer das autoridades referidas na alínea anterior, ou agentes cujos atos estejam sujeitos diretamente à jurisdição do próprio Tribunal, ressalvada a competência dos Tribunais Superiores da União; (Redação dada pela Emenda Constitucional nº 18, de 2019)
g) o mandado de injunção, quando a elaboração da norma regulamentadora competir à Assembleia Legislativa, sua Mesa ou Comissões, ao Governador do Estado, ao próprio Tribunal de Justiça, ao Tribunal de Contas ou à órgão, entidade ou autoridade estadual, da administração direta ou indireta; (Redação dada pela Emenda Constitucional nº 18, de 2019)
h) as revisões criminais e ações rescisórias de julgados seus e dos Juízos que lhe são vinculados;
i) a reclamação para a preservação de sua competência e garantia da autoridade de suas decisões;
j) a representação para assegurar, pela intervenção em Município a observância dos princípios indicados nesta Constituição, ou para prover a execução de lei, ordem ou decisão judicial;
l) a execução de sentença nas causas de sua competência originária, facultada a delegação de atribuições a Juízo de Primeiro Grau para a prática de atos processuais;
m) os conflitos de competência entre suas Câmaras e Turmas, Desembargadores, ou entre Juízos do Primeiro Grau a ele vinculados; (Redação dada pela Emenda Constitucional nº 18, de 2019)
n) os conflitos de atribuições entre autoridades administrativas estaduais ou municipais e autoridades judiciárias do Estado;
o) as causas e os conflitos entre o Estado e os Municípios bem como entre estes, inclusive as respectivas entidades da administração indireta;
p) os processos relativos à perda do posto e da patente dos Oficiais, bem como da graduação dos Praças da Polícia Militar e do Corpo de Bombeiros Militar; (Redação dada pela Emenda Constitucional nº 08, de 2012)
II – representar ao Supremo Tribunal Federal para a decretação de intervenção no Estado;
III – julgar, em grau de recurso, ou para observância de obrigatório duplo grau de jurisdição, as causas decididas pelos Juízes de Primeiro Grau, ressalvado o disposto no art. 77, § 2º, I;
IV – as demais questões sujeitas, por lei, à sua competência

## Composição
Atualmente, o pleno da Corte de Justiça do RN é composto por 15 desembargadores:
- Des. Vivaldo Pinheiro - Presidente
- Desª. Maria Zeneide Bezerra - Vice-presidente
- Des. Dilermando Mota - Corregedor de Justiça
- Des. Amílcar Maia - Ouvidor Geral
- Des. Virgílio Macêdo Jr - Diretor da Esmarn
- Des. Saraiva Sobrinho - Diretor da Revista TJRN
- Des. Amaury Moura Sobrinho
- Desª. Judite Nunes
- Des. Claudio Santos
- Des. Expedito Ferreira de Souza
- Des. João Rebouças
- Des. Ibanez Monteiro
- Des. Glauber Rêgo
- Des. Gilson Barbosa
- Des. Cornélio Alves

## Estrutura Judiciária

###### Câmara Criminal
Des. Glauber Rêgo (presidente)
Des. Gilson Barbosa
Des. Saraiva Sobrinho

###### Primeira Câmara Cível
Des. Dilermando Mota (substituído pelo juiz convocado Ricardo Tinoco de Góes – art. 7º/RI)
Des. Claudio Santos
Des. Expedito Ferreira
Des. Cornélio Alves

###### Segunda Câmara Cível
Des. Ibanez Monteiro (presidente)
Desª. Judite Nunes
Des. Virgílio Macêdo Jr
Desª. Maria Zeneide Bezerra

###### Terceira Câmara Cível
Des. Amílcar Maia (presidente)
Des. Amaury Moura Sobrinho
Des. João Rebouças
Des. Vivaldo Pinheiro (substituído pela juíza convocada Maria Neíze Fernandes – art. 7º/RI)

## Escândalo dos precatórios
A partir do início do ano de 2012, o TJRN teve destaque na mídia nacional, em virtude da descoberta de desvios de dinheiro de precatórios, infração praticada supostamente por uma servidora, em concorrência com dois desembargadores. Após ser presa, a servidora confessou o crime e realizou uma delação premiada. Os dois desembargadores foram suspensos de suas funções, para apuração dos fatos, pelo STJ. Na sequência, mais dois desembargadores foram denunciados pelos fatos.